# Celestin (khoáng vật)
Celestin hoặc Celestit là một khoáng vật chứa stronti sulfat. Tên khoáng vật được đặt theo màu sắc xanh thanh khiết của nó.
Celestin là khoáng vật chứa stronti phổ biến nhất. Nó có cấu tạo đồng hình với barit nên chúng có thể thay thế lẫn nhau trong tinh thể.

## Từ nguyên
Celestin có nguồn gốc tên gọi từ tiếng Latin caelestis nghĩa là thuộc về bầu trời, mà nó lại có nguồn gốc từ tiếng Latin caelum nghĩa là bầu trời hay thiên đường.

## Dạng tồn tại
Celestin tồn tại dưới dạng tinh thể, và có thể ở dạng khối lớn và dạng sợi. Nó thường được tìm thấy ở đá trầm tích, thường liên kết với khoáng vật thạch cao, anhydride hoặc halit.
Khoáng vật này được tìm thấy trên quy mô toàn cầu, thường ở lượng nhỏ. Các mẫu có màu xanh nhạt được tìm thấy ở Madagascar.
Thân của các loài trùng tia thuộc lớp Acantharea được làm từ celestin, không giống các loài trùng tia khác thuộc phân ngành Radiolaria với thân thể của chúng được làm từ silica.
Trong các trầm tích cacbonat đại dương, các chất tan bị chôn vùi là cơ chế được thừa nhận để kết tủa celestin.

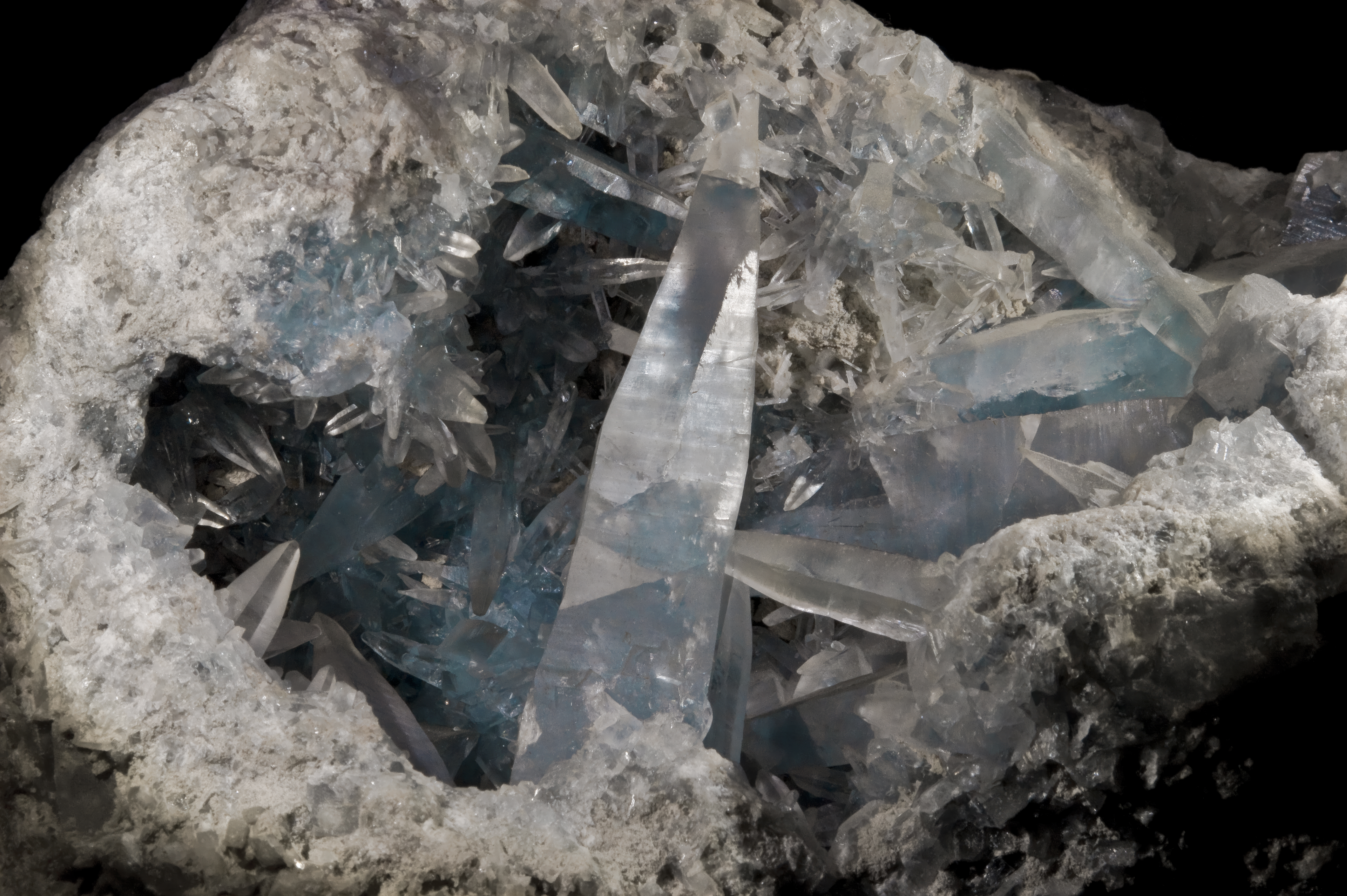
Tinh hốc celestin

Tinh hốc celestin lớn nhất đã biết đến nằm gần làng Put-in-Bay, Ohio trên đảo South Bass trong hồ Erie. Tinh hốc này có đường kính 11 m (35 ft) ở điểm dài nhất. Nó đã được chuyển thành một hang động, và tinh thể từng làm nền cho hốc tinh đã được chuyển đi. Hang tinh thể này có những tinh thể celestin rộng đến 46 cm (18 inch) và nặng đến 140 kg (300 lb).

## Sử dụng
Celestin thường được dùng cho việc điều chế stronti hydrat, được sử dụng trong việc lọc đường từ củ cải đường ở Đức. Ngoài ra khoáng vật cũng được sử dùng như nguồn cung cấp các muối của stronti, được ứng dụng trong công nghiệp làm pháo hoa để tạo ra lửa đỏ.